# Pierce Brown
Pierce Brown (ur. 28 stycznia 1988) – amerykański pisarz fantastyki. Autor serii Red Rising, zaczynającej się od Złota krew (2014), Złoty Syn (2015), Gwiazda Zaranna (2016), Żelazny złoty (2018) oraz Dark Age (2019). Na jej podstawie ma powstać serial.

## Życie prywatne
Pierce Brown dorastał w siedmiu różnych stanach. Jego matka, Colleen Brown, pracowała jako prezes i dyrektor generalny Fisher Communications. Jego ojciec, Guy Brown, jest byłym bankierem.
Ukończył Pepperdine University, gdzie studiował politologię i ekonomię. Po szkole pracował między innymi w branży politycznej.

## Kariera
Napisał sześć powieści, jednak aż 120 agentów odrzuciło jego propozycję wydania Złotej krwi. Powieść napisał w dwa miesiące, w pokoju nad garażem swoich rodziców w Seattle.
Złota krew została w końcu wydana w 2014 i otrzymała pozytywne recenzje. Książka zajęła 20 miejsce na liście bestsellerów New York Timesa. Kontynuacja z 2015, Złoty Syn, zajęła na tej samej liście szóste miejsce i także została pozytywnie przyjęta przez krytyków. W 2016 Gwiazda Zaranna znalazła się na 1 miejscu listy w kategoriach adult hardcover, digital book i cumulative. Książka zajęła także 1 miejsce na liście bestsellerów USA Today.
W 2014, krótko po wydaniu Red Rising Universal Pictures nabyło prawa do adaptacji filmowej. Reżyserem miał być Marc Forster, a scenariusz miał pisać autor książki. W lutym 2016 film był cały czas w trakcie tworzenia, a Brown napisał dwa pierwsze scenariusze.
Brown ogłosił kontynuacje trylogii w lutym 2016. Iron Gold, pojawił się w sierpniu 2017. Komiksowy prequel, Red Rising: Sons of Ares, ukazał się w maju 2017.

## Twórczość

### Powieści
- Czerwony świt (2014, ISBN 978-83-67793-92-6)
- Złoty syn (2015, ISBN 978-83-64030-68-0)
- Gwiazda zaranna (2016, ISBN 978-83-64030-82-6)
- Żelazny złoty (2018, ISBN 978-0-425-28591-6)
- Dark Age (2019, ISBN 978-1-4736-4678-0)
- Light Bringer (2023, ISBN 978-0425285978)

### Komiksy
- Red Rising: Sons of Ares (2017)

### Opowiadania
- Star Wars: From a Certain Point of View - "Desert Son" (2017)